# Trbuhovići
Trbuhovići su naseljeno mjesto u općini Čajniču, Republika Srpska, BiH. Nalazi se na 1020 metara nadmorske visine, istočno od rijeke Janjine, Gložin je sjeverozapadno a Miljeno jugozapadno.
Do godine 1959. mjesto se zvalo Trbukovići  (Sl. list SRBiH 9/59). Godine 1985. spojeni su zajedno s naseljima Rančićima, Hovrljicama, Kobilićima i Šamlićima u novo naselje Kapov Han (Sl. list SRBiH 24/85).

## Stanovništvo
| Narod     | Popis 1961. | Popis 1971. | Popis 1981. |
| --------- | ----------- | ----------- | ----------- |
| Hrvati    |             |             |             |
| Muslimani | 46          | 38          | 40          |
| Srbi      | 16          | 21          | 8           |
| ostali    |             |             | 23          |
| Ukupno    | 62          | 59          | 71          |